# Manfield schoenen
Manfield is een winkelformule gespecialiseerd in schoenen, tassen en accessoires. Manfield heeft een webshop en meer dan 50 fysieke winkels in Nederland, België en Duitsland. Het bedrijf is van oorsprong een Engels familiebedrijf en opende in 1900 de deuren van het eerste Nederlandse filiaal in de Amsterdamse winkelstraat. Sinds 2016 maakt het bedrijf onderdeel uit van Termeer schoenen, waar Ward Termeer sinds 2004 directeur van is. Het hoofdkantoor is gevestigd in Tilburg en in totaal telt het bedrijf meer dan 500 werknemers.

## Geschiedenis
In 1900 opende de eerste Nederlandse Manfield winkel in Amsterdam onder de naam Manfield & Sons. Dit was destijds een Engels familiebedrijf. Later werd Manfield onderdeel van de Hoogenbosch Retail Group, samen met schoenenwinkels Dolcis, Invito en PRO 0031 (voorheen PRO Sport). In 1999 werd de Hoogenbosch Retail Group, waar Manfield onderdeel van was, overgenomen door Macintosh Retail Group. Op 30 december 2015 werd Macintosh failliet verklaard en op 5 januari 2016 werd de winkelformule Manfield failliet verklaard. Op 27 januari 2016 werd bekendgemaakt dat Manfield zou worden overgenomen door branchegenoot Sacha, wat onderdeel uitmaakt van de Termeer Groep.